# Скални мостове
Скални мостове е планинска хижа в Родопите. Намира се в непосредствена близост до природния феномен Чудните мостове (около 15 минути път).
Хижата е четириетажна и разполага с ресторант и кафене, както и 92 места за пренощуване снабдени със санитарни възли и отопление.
През хижата минават екопътеки за върховете Малък Персенк, Голям Персенк, хижа Кабата, Хвойна и Орехово.